# Masahiro Akimoto
Masahiro Akimoto (秋元 雅博 Akimoto Masahiro?,  nacido el 15 de abril de 1979 en Oita) es un exfutbolista japonés. Jugaba de delantero y su último club fue el Sanfrecce Hiroshima de Japón.

## Trayectoria

### Clubes
| Club                | País  | Año         |
| ------------------- | ----- | ----------- |
| Sanfrecce Hiroshima | Japón | 1998 - 1999 |